# Onodera Kento
Kento Onodera (sinh ngày 6 tháng 7 năm 1991) là một cầu thủ bóng đá người Nhật Bản.

## Sự nghiệp câu lạc bộ
Kento Onodera đã từng chơi cho Zweigen Kanazawa và Honda.